# Кабаиванска, Райна
Ра́йна Кабаива́нска (болг. Райна Якимова Кабаиванска; род. 15 декабря 1934, Бургас, Болгария) — болгарская оперная певица (сопрано) и педагог. Народная артистка НРБ (1971).

## Биография
Дочь врача-ветеринара и учительницы физики. С детских лет училась пению и игре на фортепиано. Окончила Государственную музыкальную академию в Софии (1957), ученица Людмилы Прокоповой и Илии Йосифова. В том же году дебютировала на сцене Софийской оперы в партии Татьяны («Евгений Онегин» Чайковского). Затем совершенствовала своё мастерство в Италии у Зиты Фумагалли-Рива и Джулии Тесс.
В 1959 году дебютировала на итальянской сцене и с тех пор живёт преимущественно в Италии, в Модене.
Начиная с 1961 года, когда Кабаиванска впервые выступила на сцене театра Ла Скала, её голос звучал на ведущих оперных сценах мира, включая Метрополитен-оперу в Нью-Йорке, Венскую государственную оперу, Театр «Колон» в Буэнос-Айресе,  Большой театр в Москве. Среди наиболее заметных страниц в её творческой биографии — партия Елены в опере Джузеппе Верди «Сицилийская вечерня» в 1973 году в Турине (единственная постановка, в которой Мария Каллас выступила режиссёром-постановщиком). В то же время певица продолжала выступать и в Болгарии.
С 1985 года Кабаиванска переключилась преимущественно на педагогическую деятельность, однако время от времени продолжает выступать. Так, в январе-феврале 2008 года она впервые выступила в партии графини в опере Чайковского «Пиковая дама», поставленной в Тулузе. Кабаиванска является профессором Музыкальной академии Киджи и ведёт мастер-класс по операм Джакомо Пуччини.
Райна Кабаиванска — лауреат множества итальянских наград в области музыки и культуры.

## Фильмография
- 1968 — фильм-опера «Паяцы» (по опере Леонкавалло)
- 1975 — фильм-опера «Трубадур» (по опере Верди)
- 1976 — фильм-опера «Тоска» (по опере Пуччини)

## Награды и премии
- 1971 — Народная артистка Болгарии
- 1995 — Орден «Стара-планина» I степени[1]
- 2000 — Великий офицер  Ордена «За заслуги перед Итальянской Республикой»
- 2014 — Почётный гражданин Софии
- Почётный гражданин Бургаса.